# باربرا وارنج
باربرا وارنج (1 أغسطس 1911 - أبريل 1990) كانت ممثلة إنجليزية. ولدت يوم 1 أغسطس 1911 في كنت، إنجلترا، هي ابنة الدكتور جاي إيه جيب. درست في الأكاديمية الملكية للفنون المسرحية بلندن، عُرفت ممثلة في الثلاثينات والأربعينات. في أواخر ثلاثينيات القرن العشرين، تزوجت من لورانس إيه إيفانز، وكيل مسرحي. توفيت 5 أبريل 1990 في ساري ، إنجلترا

## من أعمالها
- الجنس اللطيف (فيلم 1943)